# ورزشگاه برادران براکنی
ورزشگاه برادران براکنی (به عربی: ملعب الإخوة براکنی) یک ورزشگاه در الجزایر است که در البلیده واقع شده‌است.